# Diskografie Avantasie
Diskografie Avantasie uvádí seznam doposud vydaných alb hudebního projektu Avantasia založeného v roce 1999 německým zpěvákem s skladatelem Tobiasem Sammetem. Pod hlavičkou tohoto projektu prozatím vyšlo sedm studiových alb, jedna koncertní deska a dvě kompilace.

## Studiová alba
| Rok  | Název a podrobnosti                                                                                      |
| ---- | --- |
| 2001 | The Metal Opera - Vydáno: 10. července 2001 - Vydavatelství: AFM Records                                 |
| 2002 | The Metal Opera Part II - Vydáno: 29. října 2002 - Vydavatelství: AFM Records                            |
| 2008 | The Scarecrow - Vydáno: 25. ledna 2008 - Vydavatelství: Nuclear Blast                                    |
| 2010 | The Wicked Symphony - Vydáno: 3. dubna 2010 - Vydavatelství: Nuclear Blast                               |
| 2010 | Angel of Babylon - Vydáno: 3. dubna 2010 - Vydavatelství: Nuclear Blast                                  |
| 2013 | The Mystery of Time - Vydáno: 29. března 2013 - Vydavatelství: Nuclear Blast                             |
| 2016 | Ghostlights - Vydáno: 29. ledna 2016 - Vydavatelství: Nuclear Blast                                      |
| 2019 | Moonglow - Vydáno: 1. února 2019 - Vydavatelství: Nuclear Blast                                          |
| 2022 | A Paranormal Evening with the Moonflower Society - Vydáno: 21. října 2022 - Vydavatelství: Nuclear Blast |

## Koncertní alba
| Rok  | Název a podrobnosti                                                       |
| ---- | ------------------------------------------------------------------------- |
| 2011 | The Flying Opera - Vydáno: 18. března 2011 - Vydavatelství: Nuclear Blast |

## Kompilační alba
| Rok  | Název a podrobnosti                                                                              | Poznámky                        |
| ---- | ------------------------------------------------------------------------------------------------ | ------------------------------- |
| 2008 | The Metal Opera: Pt 1 & 2 – Gold Edition - Vydáno: 7. března 2008 - Vydavatelství: Nuclear Blast | Obsahuje první dvě studivá alba |
| 2008 | Lost in Space Part I & II - Vydáno: 23. listopadu 2008 - Vydavatelství: Nuclear Blast            | Obsahuje singly „Lost in Space“ |